# Разбитое солнце
Разбитое солнце (англ. Broken Sun) — австралийский фильм 2008 года, действие которого происходит в 1944 году, о ветеране Второй мировой войны, который встречает сбежавшего японского военнопленного. История частично основана на побеге из Коуры в 1944 году. Этот фильм стал дебютным полнометражным фильмом Брэда Хейнса.

## Критика
Рецензируя фильм для The Sydney Morning Herald, критик Сандра Холл, восхищаясь усилиями начинающего режиссёра Брэда Хейнса, пришла к выводу, что он «временами страдает под тяжестью своей антивоенной темы».